# Boulevard Morland
Le boulevard Morland, ancien quai Morland, est une voie située dans le 4e arrondissement de Paris, en France.

## Situation et accès

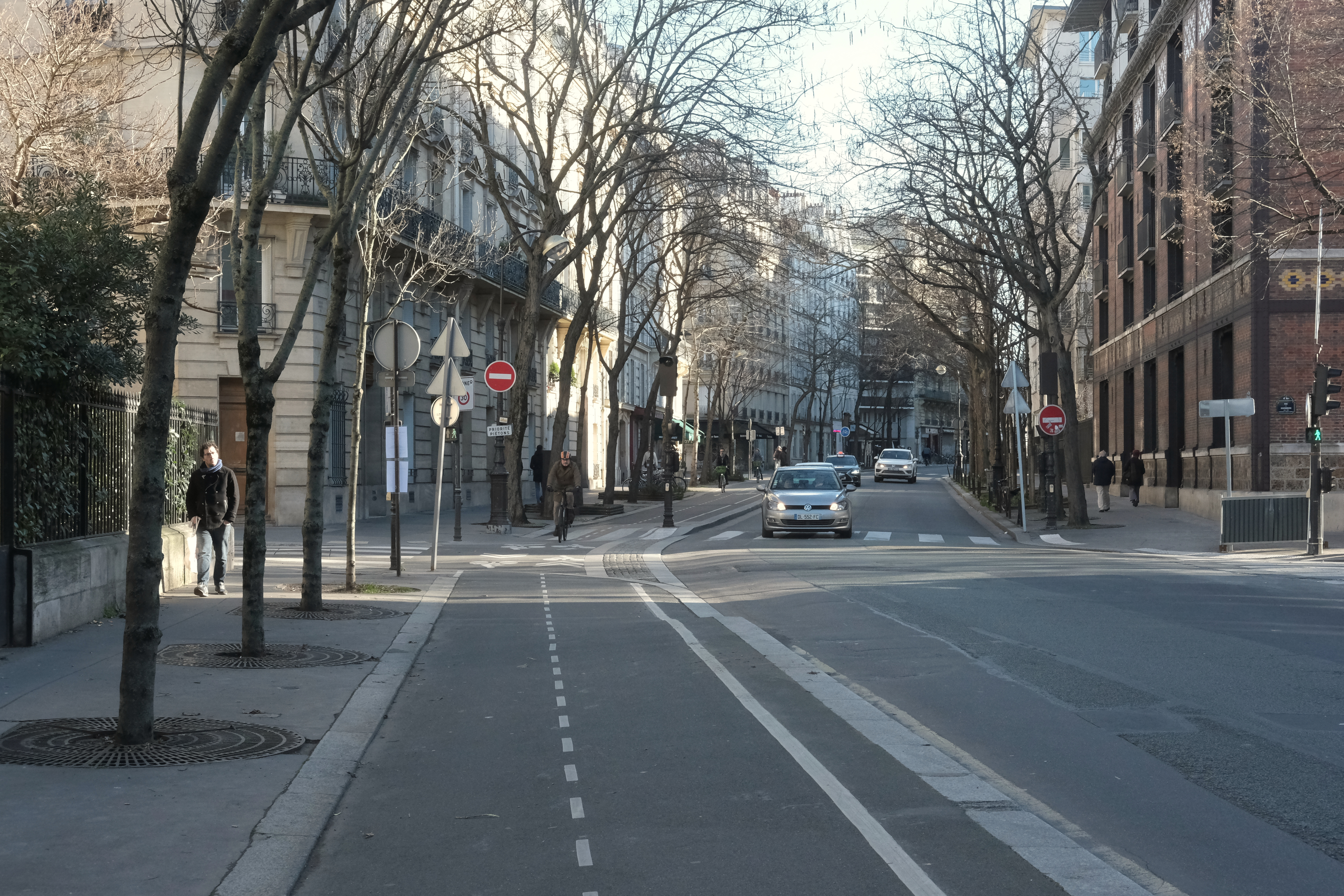
Boulevard Morland au niveau du carrefour avec la rue de Schomberg.

Le boulevard Morland, situé dans le quartier de l'Arsenal, débute boulevard Bourdon et se termine boulevard Henri-IV.

## Origine du nom
Le boulevard porte le nom du colonel des chasseurs de la Garde François Louis de Morlan, dit Morland, mortellement blessé à la bataille d'Austerlitz en 1805 ; cette dénomination fait également référence à la proximité du pont d'Austerlitz.

## Historique

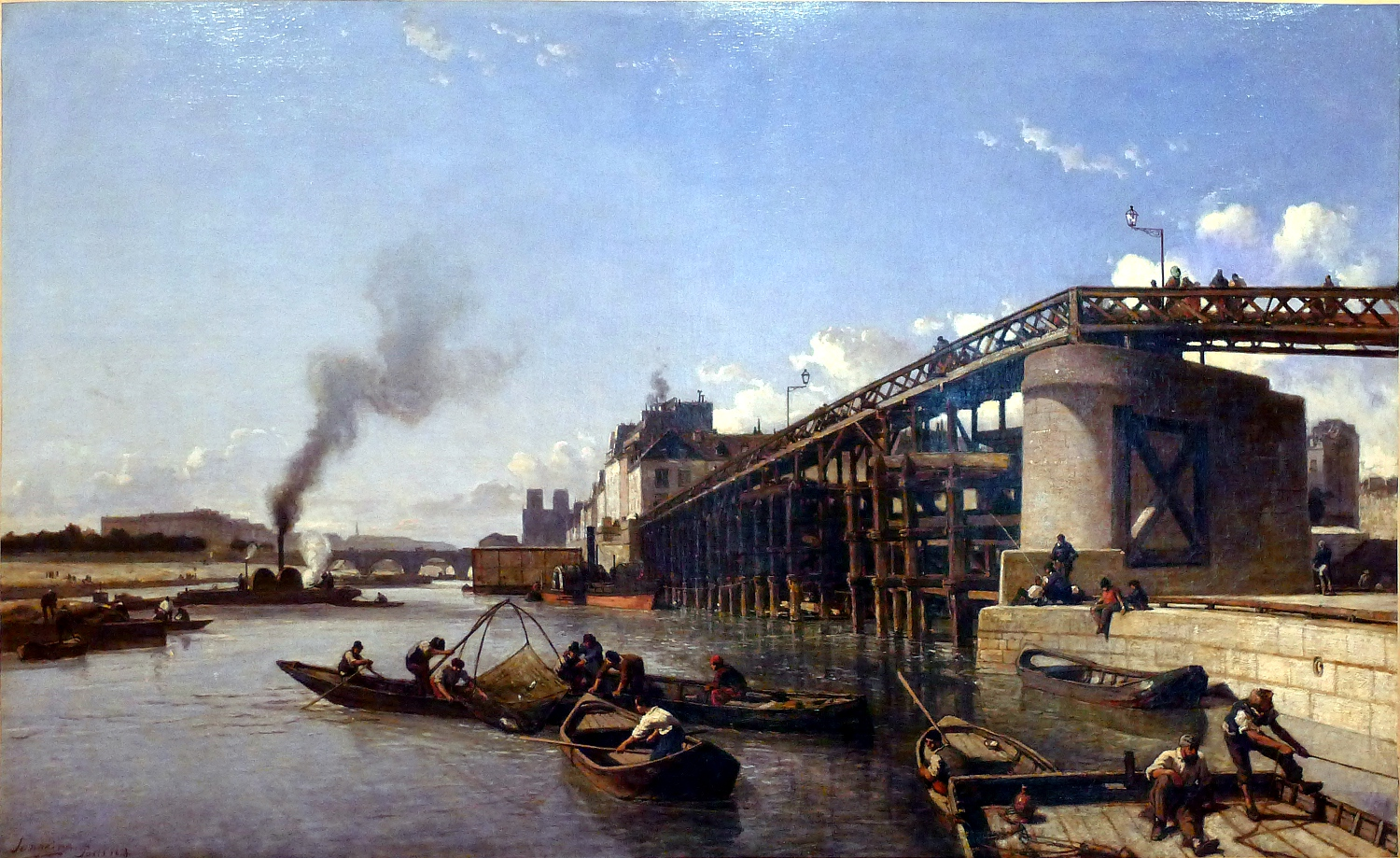
Ancien pont de l'Estacade en 1853 (Johan Barthold Jongkind) ; ce pont reliait l'île Louviers à la rive droite de la Seine.

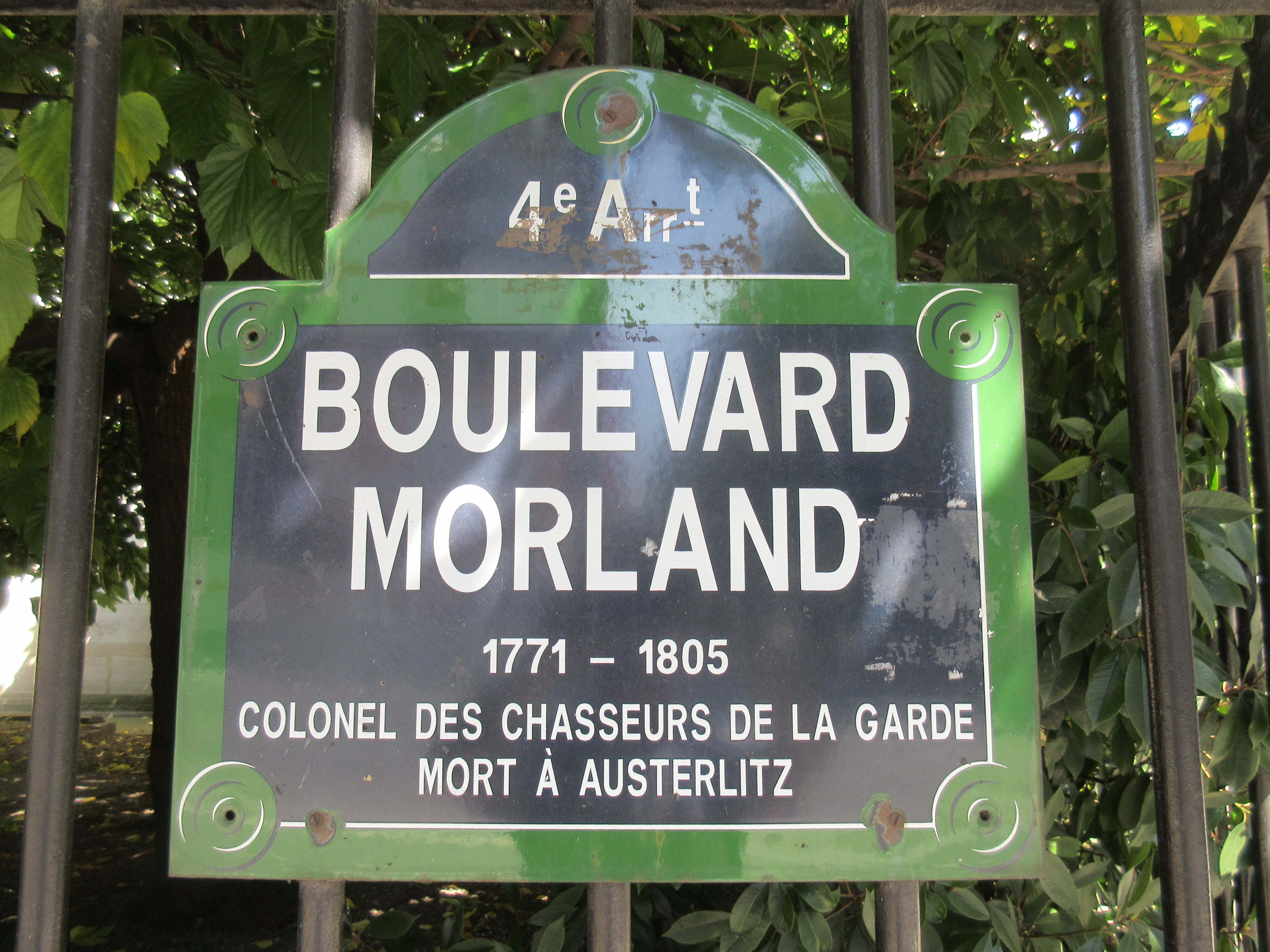

On le nommait autrefois « quai du Mail », à cause d'un jeu de mail dont la construction avait été ordonnée par Henri IV et qui fut supprimé au milieu du XVIIIe siècle. Le quai était, selon Charles Fegdal, le quai nord de l’île Louviers.
Le 14 février 1806 le « quai du Mail », prend le nom de quai du Colonel-Morland puis plus simplement de « quai Morland ».
Jusqu'en 1843, cette voie publique longeait le petit bras de la Seine, qui bordait l'île Louviers. Par suite du comblement du bras du mail et de la construction d'un nouveau quai, celui qui nous occupe a été transformé en boulevard, devenant le « boulevard Morland ».

## Bâtiments remarquables et lieux de mémoire
Le peintre impressionniste Camille Pissarro meurt au 1 boulevard Morland le 13 novembre 1903 de sepsis. Il repose, avec sa famille, à Paris au cimetière du Père-Lachaise (division 7).
Au no 17, se dresse un vaste immeuble de 16 étages, baptisé « immeuble Morland » construit de 1957 à 1964 par les architectes Albert Laprade, Pierre-Victor Fournier et René Fontaine, pour y accueillir la préfecture de Paris. L'édifice abrita les services de l'État jusqu'en septembre 2011, avant que la ville de Paris n'y installe ses services administratifs. Entre 2016 et 2022, le site fait l'objet d'un profond réaménagement, par  David Chipperfield Architects, et CALQ. Inauguré en juin 2022 par la maire Anne Hidalgo, il accueille depuis des bureaux, des logements, des commerces, des restaurants, un marché, une crèche, une piscine, un hôtel, une ferme urbaine ou encore une galerie d'art.